# Гориче при Фамљах
Гориче при Фамљах (словен. Goriče pri Famljah, итал. Goricce del Timavo) је насељено место у општини Дивача, Обално-Крашка регија, Словенија.

## Историја
До територијалне реорганизације у Словенији било је у саставу старе општине Сежана.

## Становништво
У попису становништва из 2011. године, Гориче при Фамљах је имало 34 становника.
| Број становника према пописима | Број становника према пописима | Број становника према пописима |
| ------------------------------ | ------------------------------ | ------------------------------ |
| 1991                           | 2002                           | 2011                           |
| 35                             | 36                             | 34                             |

Напомена: До 1955. исказивано под именом Гориче.